# Wit Gawęcki

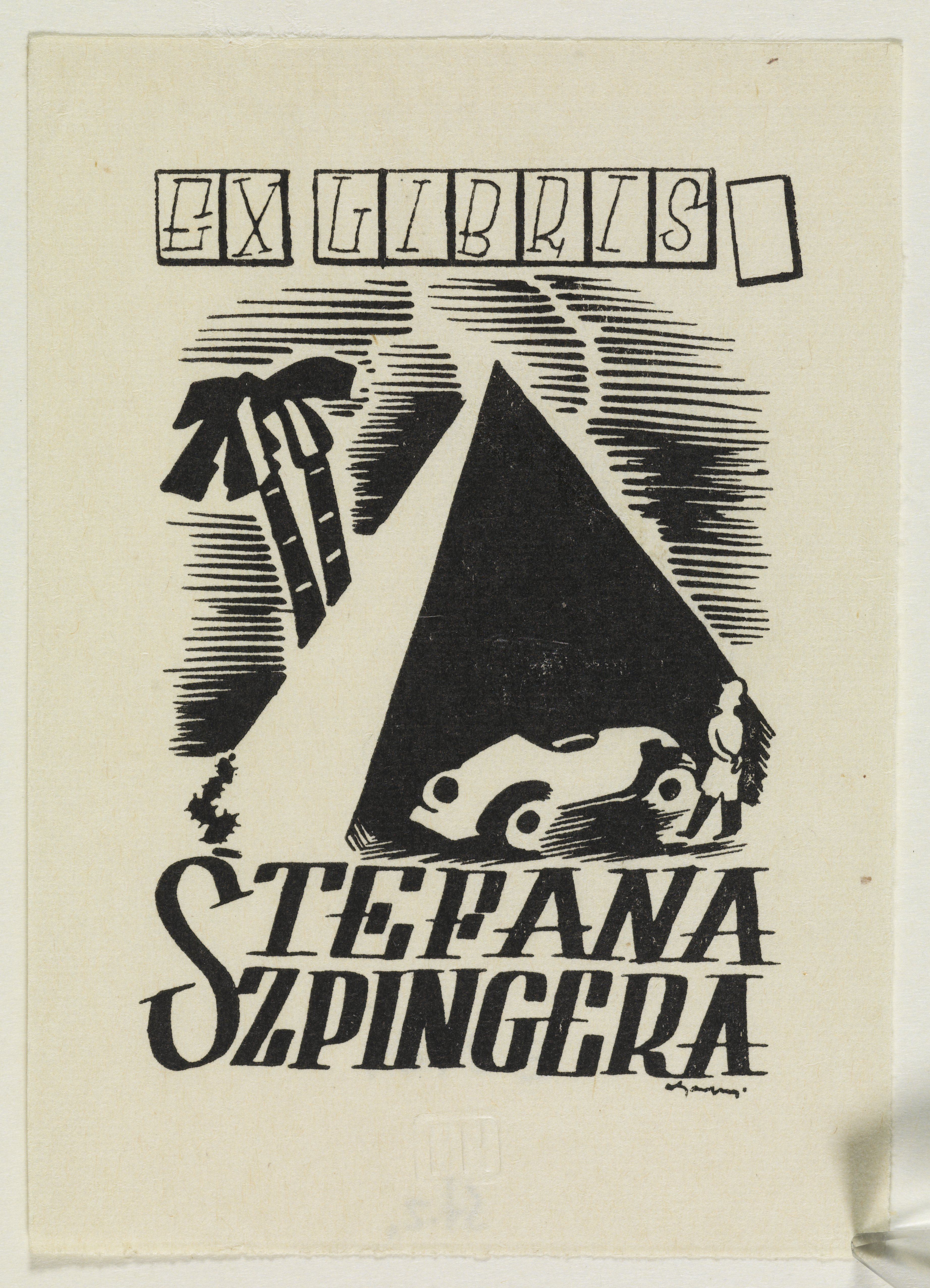
Exlibris Stefana Szpincera, autor: Witold Gawęcki

Wit (Witold) Gawęcki (ur. 2 listopada 1911 w Katowicach, zm. 29 listopada 1946 w Poznaniu) – polski rysownik, malarz, scenograf, ilustrator i grafik.

## Życiorys
Pochodził z rodziny kupieckiej, był synem Sylwestra i Stanisławy z domu Laurentowskiej. W 1930 ukończył gimnazjum w Ostrowie Wielkopolskim, gdzie rozwinął swoje pierwsze zdolności artystyczne. Początkowo studiował prawo, a następnie malarstwo i grafikę w Państwowej Szkole Sztuk Zdobniczych w Poznaniu. Studia ukończył w 1934 i od razu rozpoczął działalność malarską (krajobrazy akwarelowe wystawiane na Salonie 35, portrety, karykatury, ilustracje, ekslibrisy, okładki książkowe, a także makiety dekoracyjne dla kabaretu Pod kaktusem). W 1939 został wysiedlony z Poznania i zamieszkał w Warszawie. Pracował tu w lokalu rozrywkowym Mon Café, jako pracownik artystyczny. Wydawał nielegalnie ekslibrisy, działając w podziemnym Kole Miłośników Ekslibrisu i Grafiki (m.in. wydany w 1944, antydatowany na 1939, album piętnastu ekslibrisów). Tworzył też plakaty, ilustracje do tekstów i karykatury, m.in. przygotowywał album 45 karykatur Syrena ze swastyką. W 1944, z uwagi na postępującą gruźlicę, wyjechał do podkarpackich Lipinek, gdzie oddał się malarstwu krajobrazowemu i rodzajowemu. Do Warszawy powrócił tuż przed powstaniem, a w czasie jego trwania stworzył cykl osiemdziesięciu rysunków obrazujących walki uliczne (niezachowany). W kwietniu 1945 powrócił do Poznania, gdzie związał się z kabaretem literackim Kukułka (był jego współtwórcą, wykonywał dla niego dekoracje, a czasem zajmował się konferansjerką). Umieszczał też ilustracje, żarty i karykatury w powstałym w tym czasie „Głosie Wielkopolskim”. Wykonał plansze dla pierwszej powojennej wystawy w Muzeum Wielkopolskim ilustrujące straty kulturalne Poznania podczas wojny. Tworzył również dekoracje teatralne. W 1946 odbyła się jego wystawa przekrojowa w siedzibie kabaretu Kukułka. Na Sylwestra 1945 przygotował szopkę noworoczną dla Głosu Wielkopolskiego. Zmarł jako bezdzietny kawaler.